# سودورپاشچیم پرادش
سودورپاشچیم پرادش (به لاتین: Sudurpashchim Pradesh) یک استان در نپال است. سودورپاشچیم پرادش ۱۹٬۵۳۹ کیلومتر مربع مساحت و ۲٬۵۵۲٬۵۱۷ نفر جمعیت دارد.